# 35-й стрілецький корпус (СРСР)
35-й стрілецький корпус (рос. 35-й стрелковый корпус, 35-й ск) — оперативно-тактичне військове об'єднання, стрілецький корпус Червоної армії, який існував з перервами в період з серпня 1939 до серпня 1945 року.

## Історія об'єднання

### 1-ше формування
Управління корпусу сформовано у серпні 1939 року на фондах управління 6-го стрілецького корпусу Одеської армійської групи Київського Особливого військового округу. 17 вересня 1939 року війська Червоної армії перейшли радянсько-польський кордон, розпочавши вторгнення до Польщі. 35-й стрілецький корпус діяв у складі Одеської армійської групи Українського фронту, але участі у бойових діях не брав.
12 жовтня 1939 року утворено Одеський військовий округ, до складу якого увійшов корпус.

#### Приєднання Бессарабії та Північної Буковини до СРСР
10 червня 1940 року на виконання телеграми Генерального штабу РСЧА командувач військами ОдВО І. В. Болдін привів у повну бойову готовність управління 35-го ск з корпусними частинами, 15-ю моторизованою дивізією, 51-ою, 95-ою, 173-ою стрілецькими дивізіями, 4-ою легкотанковою бригадою та іншими з'єднаннями та частинами. В контексті підготовки до радянського вторгнення до Бессарабії та Північної Буковини 35-й стрілецький корпус був включений до складу 5-ї армії генерал-лейтенанта Герасименка В. П. Південного фронту. За директивою фронту управління 35-го ск, 37-го ск і 7-го ск, 173-тя, 176-та, 30-та, 164-та, 51-ша, 95-та, 147-ма, 150-та стрілецькі дивізії і 15-та моторизована дивізія; 21-ша легкотанкова бригада, 522-й, 110-й, 320-й, 124-й, 430-й, 439-й артполки і 317-ї артдивізіон РГК зосередилися в районі — Дубоссари, Тирасполь, Плоске, Шипка.
28 червня радянські війська отримали завдання — без оголошення війни зайняти Бессарабію і Північну Буковину. 35-й ск рухомим ешелоном у складі 15-ї мд, 21-ї лтбр і одного стрілецького полку 95-ї сд на автомашинах мав вийти до річки Прут і утримувати рубіж: 15-ій мд на ділянці Унгени, Кастулені, стрілецькому полку 95-ї сд — Німціні, Радюканьї та 21-ій лтбр Леова, Циганка, іншими силами корпусу зайняти — 173-ій сд з 4-ї лтбр місто Кишинів; головними силами 95-ї сд — район Карпінені. Штаб 35-го корпусу — Кишинів. Кордон ліворуч — Тирасполь, Селемет, Циганка.
29 червня управління 35-го ск, 173-тя сд і 4-та лтбр повністю зосередилися в Кишиневі. 3 липня радянські війська вийшли на новий кордон з Румунією. 7 липня командувач військами Південного фронту видав директиву щодо дислокації управління 35-го стрілецького корпусу в Кишиневі. 35-й ск передав свою ділянку кордону 2-му Каларашському прикордонному загону НКВС.
9 липня всі війська Південного фронту повернулися до місць постійної дислокації. Управління Південного фронту було розформовано. 10 липня було розформовано управління 9-ї армії.
Корпус перейшов до складу Одеського військового округу.

### Німецько-радянська війна
На початок німецько-радянської війни державний кордон СРСР з Румунією від Липкан до Чорного моря прикривали формування Одеського військового округу, до складу якого входили 9-й Особливий, 35-й, 14-й, 48-й і 7-й стрілецькі, 2-й кавалерійський, 2-й і 18-й механізовані корпуси, 150-та і 116-та стрілецькі дивізії, два укріплених райони (80-й і 82-й), а також три авіаційні дивізії.
До 04:00 ранку більшість частин 176-ї, 95-ї, 25-ї і 51-ї стрілецьких, а також 9-ї кавалерійської дивізій першого ешелону 35-го і 14-го стрілецьких та 2-го кавалерійського корпусів зайняли визначені позиції на підготовлену в інженерному відношенні оборону уздовж Прута. В середньому на кожну дивізію припадало близько 100 км ділянки кордону. Стик 35-го та 14-го ск прикривала 9-та кд зі складу 2-го кк.
Активні бойові дії німецько-румунських військ (німецької 11-ї, румунських 3-ї та 4-ї польових армій) почалися 2 липня, тому військам Південного фронту вдалося вступити в битви початкового періоду війни більш організовано, ніж на інших фронтах. Водночас у результаті боїв до 7 липня німецькі та румунські війська силами до шести піхотних та двох танкових дивізій форсували Прут на фронті Лопатнік, Чори та завдали поразки частинам 48-го та 35-го стрілецьких корпусів на межі Михайлені, Алуніша, Бумбета, Болдурешті, Чори. Під тиском наступаючих військ противника радянські війська розпочали лихоманковий відступ за рубіж Дністра. Незабаром 35-й стрілецький корпус був перекинутий на північ, у район східніше Крижополя. Врешті-решт, на фоні зазнаних втрат 35-й корпус був розформований 6 серпня 1941 року.

### 2-ге формування
Вдруге 35-й стрілецький корпус сформований 3 травня 1943 року у складі Північно-Західного фронту, втім вже 26 травня 1943 року його перейменували на 44-й стрілецький корпус.

### 3-тє формування
Втретє 35-й стрілецький корпус сформований 5 липня 1943 року з резервів Степового військового округу маршала Радянського Союзу Конєва І. С.. Брав участь у Гомельсько-Речицькій операції, літом 1944 року діяв у складі 3-ї армії в Білоруській операції, зокрема частини корпусу билися в Бобруйській, Мінській та Білостоцькій операціях. З осені участь корпусу у Східно-Прусській операції, а весною 1945 року — в битві за Берлін.

## Командування

### 1-ше формування
- Аввакумов Я. О. (11.1939 — 06.1940)
- комбриг Дашичев І. Ф. (8.07.1940 — 11.09.1941)

### 2-ге формування
- генерал-майор Клешнін М. М. (18 — 26 травня 1943)

### 3-тє формування
- генерал-майор Жолудєв В. Г. (6 липня 1943 — 21 липня 1944)
- генерал-майор Нікітін М. О. (? — ?)
- генерал-майор Чуваков М. О. (? — ?)

## Склад

### 1-ше формування
| 1 вересня 1939 | 28 червня 1940 | 22 червня 1941 | 1 липня 1941 | 10 липня 1941 |
| -------------- | -------------- | -------------- | ------------ | ------------- |
| 95-та сд       |                |                |              |               |
| —              | 15-та мд       | —              | —            | —             |
| 176-та сд      | —              | 176-та сд      | —            | —             |
| —              | 173-тя         | —              | —            | —             |
| —              | —              | —              | 30-та гсд    | —             |

### 3-тє формування
| 1 жовтня 1943 | 1 листопада 1943 | 1 грудня 1943 | 1 січня 1944 | 1 лютого 1944 | 1 березня 1944 | 1 квітня 1944 | 1 жовтня 1944 | 1 листопада 1944 | 1 травня 1945 |
| ------------- | ---------------- | ------------- | ------------ | ------------- | -------------- | ------------- | ------------- | ---------------- | ------------- |
| 5-та сд       | 5-та сд          | —             | —            | —             | —              | —             | —             | —                | —             |
| —             | —                | —             | 129-та сд    | —             | —              | —             | —             | —                | —             |
| —             | —                | —             | —            | —             | 169-та сд      | —             | —             | —                | —             |
| 250-та сд     | 250-та сд        | 250-та сд     | 250-та сд    | 250-та сд     | —              | 250-та сд     | 250-та сд     | 250-та сд        | 250-та сд     |
| —             | 287-ма сд        | 287-ма сд     | —            | —             | —              | —             | —             | —                | —             |
| —             | —                | —             | —            | —             | —              | —             | —             | 290-та сд        | 290-та сд     |
| —             | —                | —             | —            | 323-тя сд     | —              | 323-тя сд     | —             | —                | —             |
| —             | —                | 348-ма сд     | 348-ма сд    | —             | —              | 348-ма сд     | 348-ма сд     | 348-ма сд        | 348-ма сд     |
| 397-ма сд     | —                | 397-ма сд     | —            | —             | —              | —             | —             | —                | —             |